# Çimen, Cihanbeyli
Çimen là một xã thuộc huyện Cihanbeyli, tỉnh Konya, Thổ Nhĩ Kỳ. Dân số thời điểm năm 2011 là 615 người.